# Старокостянтинівське шосе (Хмельницький)
Старокостянти́нівське шосе́ пролягає центральною частиною міста від вул. Проскурівської (район міської лікарні) до мікрорайону Заріччя (перетинає просп. Миру й далі, до виїзду з міста у північному напрямку).

## Історія виникнення
Виникла на початку XX століття після побудови переправи через Південний Буг та прокладання шосейної дороги на Старокостянтинів.

## Медичні заклади
- Хмельницька міська лікарня

## Заклади комерції
- «Старокостянтинівський» ринок
- СТО «АвтоЕлектроніка»
- СТО «DPF service»

## Парки та сквери
- Дендропарк «Поділля». Дендропарк закладено у 1964 році на місці колишньої обласної сільськогосподарської виставки. Розташований на перехресті проспекту Миру та Старокостянтинівського шосе навпроти заводу «Темп».

## Галерея

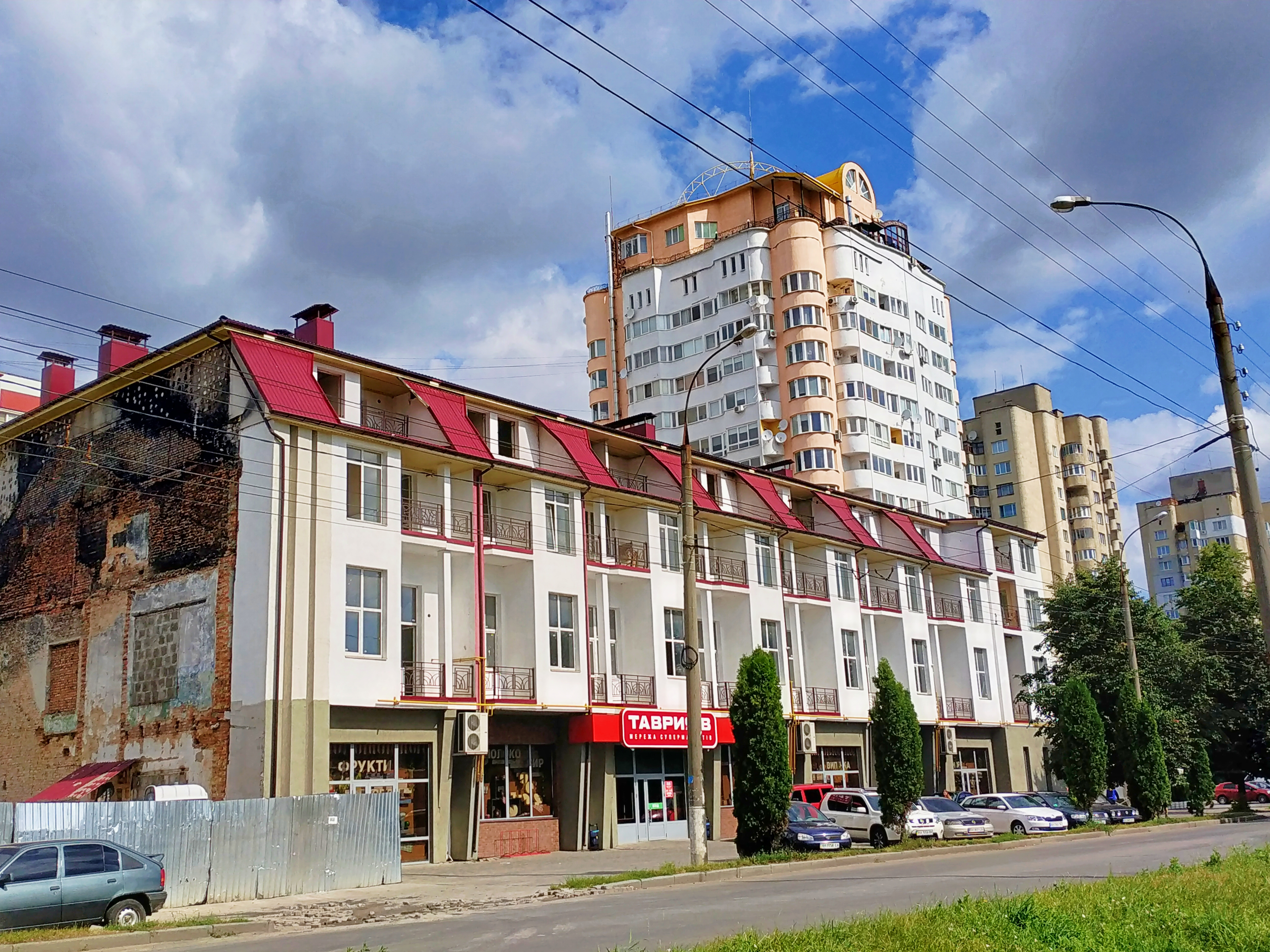
Старокостянтинівське шосе
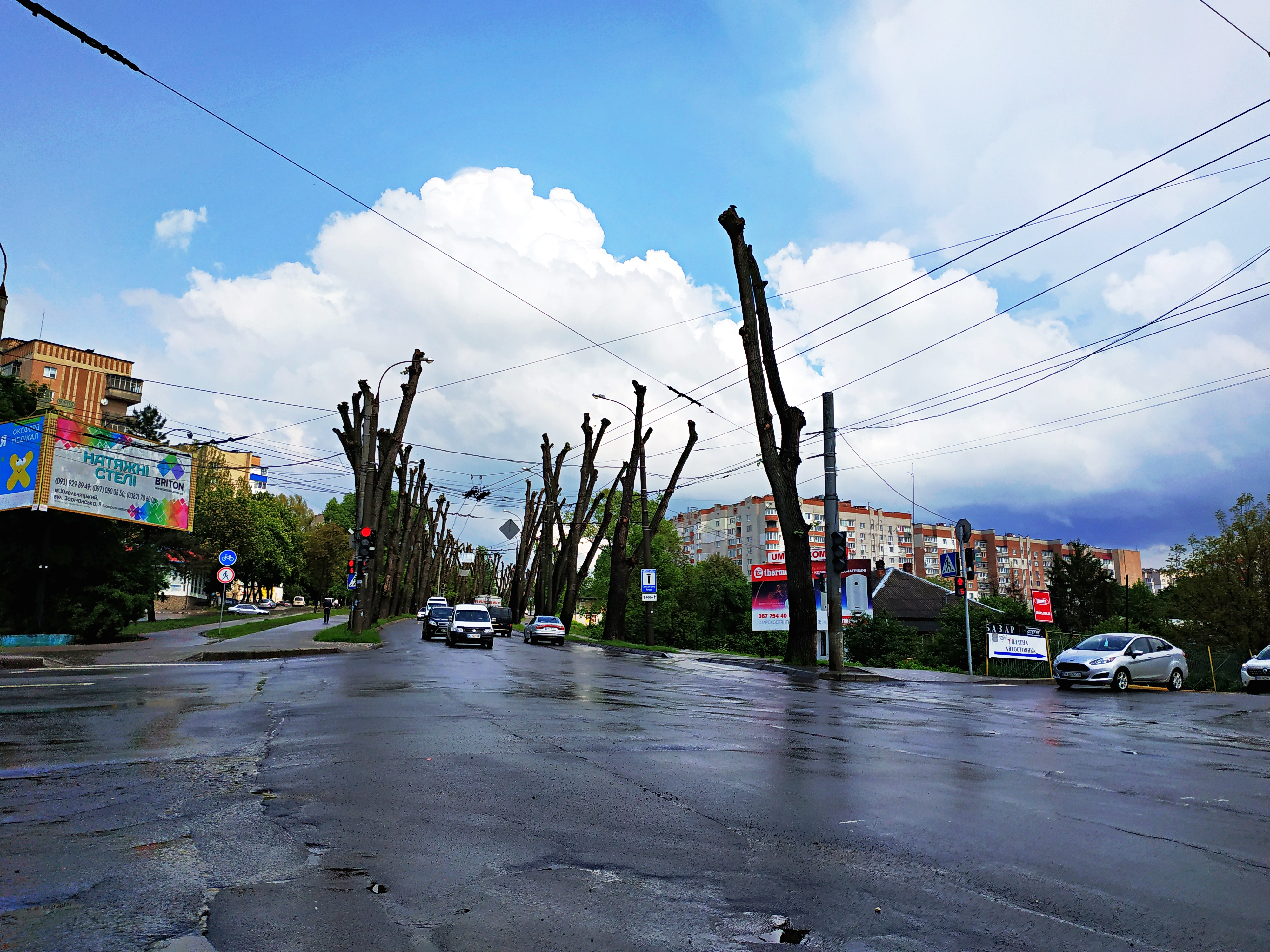
Перехрестя Старокостянтинівського шосе та вул. Зарічанської
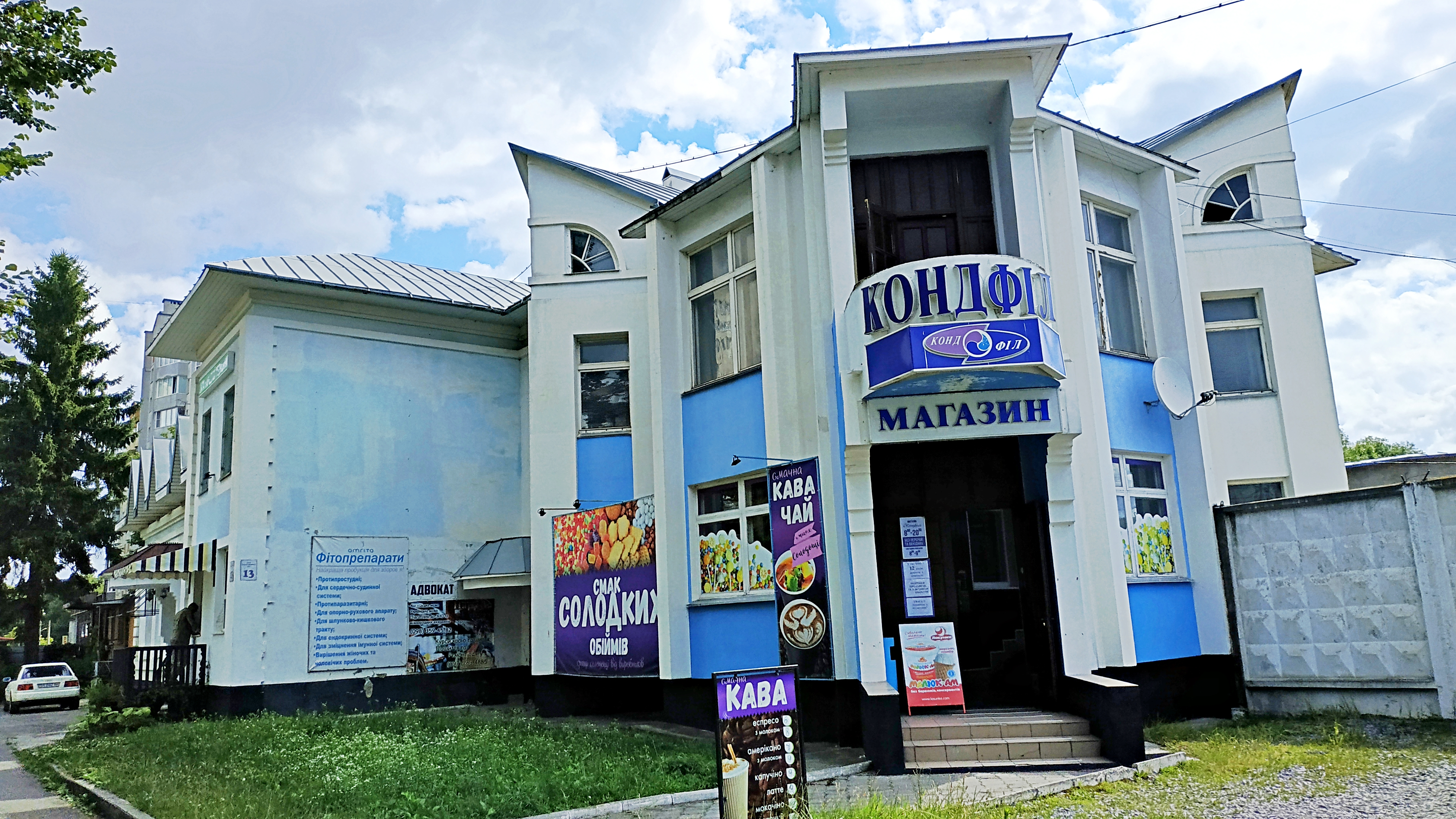
Магазин «Кондфіл» на Старокостянтинівському шосе
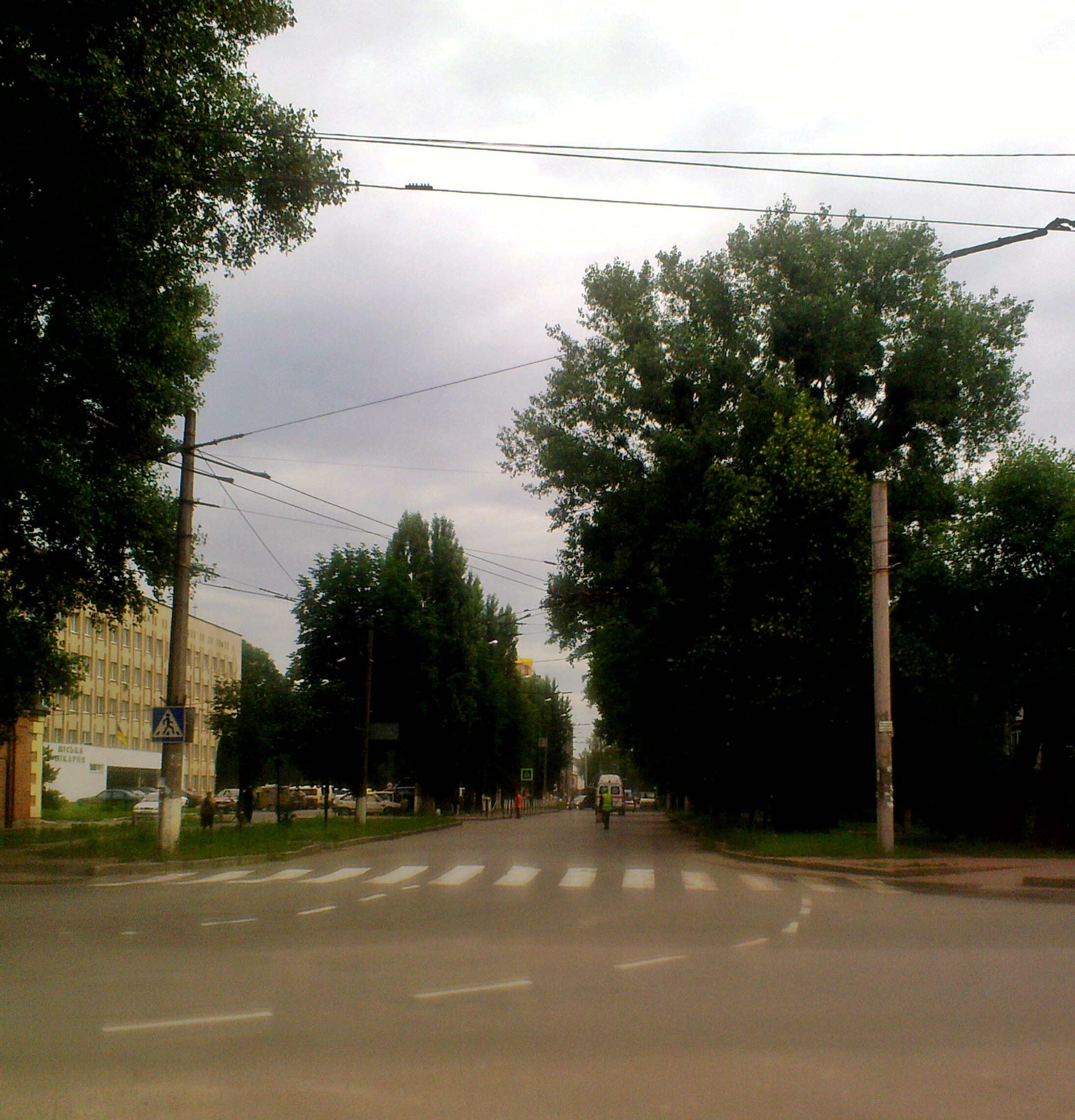
Старокостянтинівське шосе
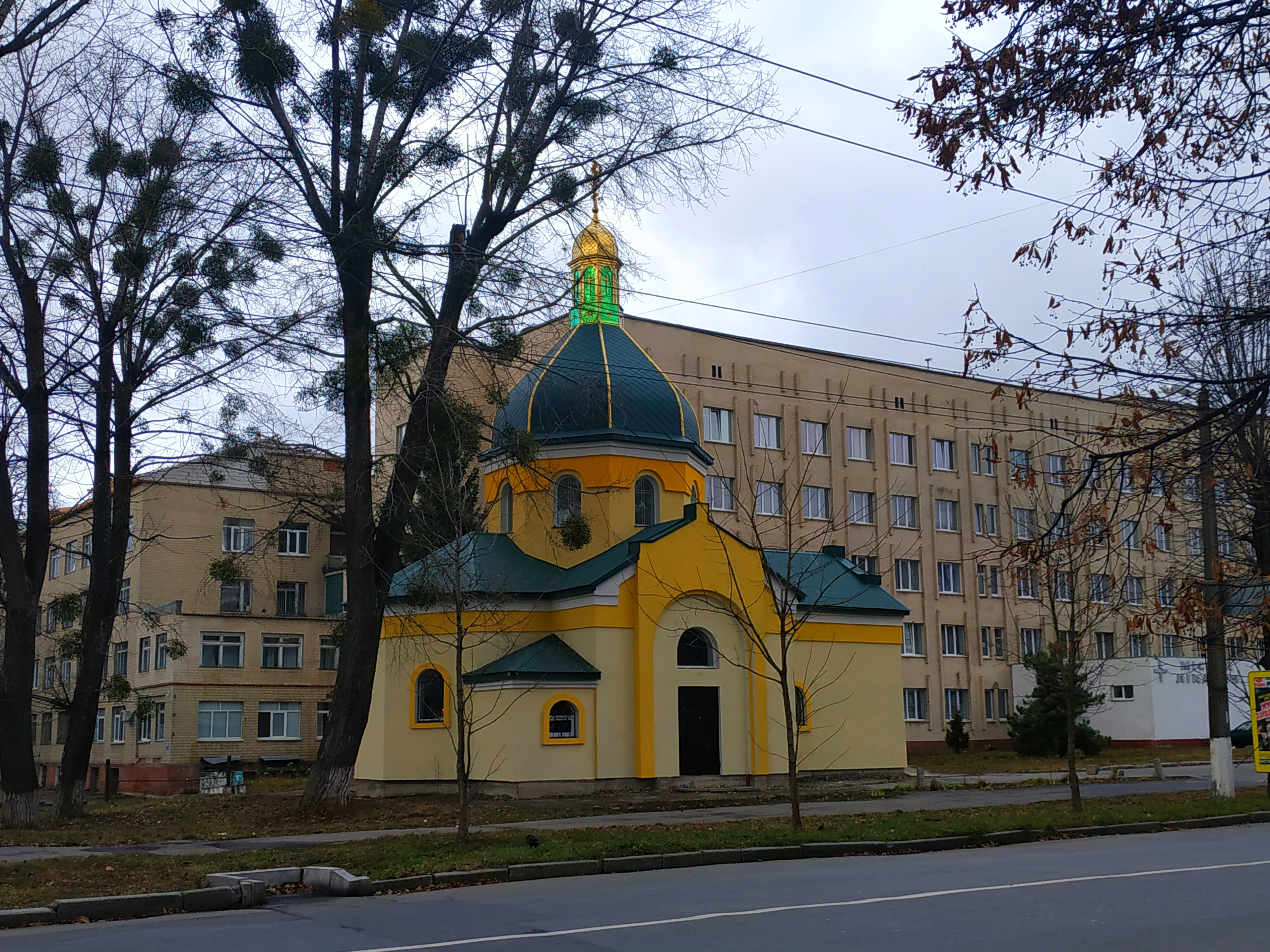
Церква Миколая Чудотворця